# تياغو دانتاس
تياغو دانتاس (مواليد 24 ديسمبر 2000) هو لاعب كرة قدم برتغالي يلعب مركز خط الوسط في نادي بنفيكا.

## روابط خارجية
- تياغو دانتاس على موقع الاتحاد الأوربي (الإنجليزية)
- تياغو دانتاس على موقع إي إس بي إن إف سي (الإنجليزية)
- تياغو دانتاس على موقع قاعدة بيانات كرة القدم.إي يو (الإنجليزية)
- تياغو دانتاس على موقع ليكيب (الفرنسية)
- تياغو دانتاس على موقع Soccerbase.com (لاعب) (الإنجليزية)
- تياغو دانتاس على موقع Soccerway.com (الإنجليزية)
- تياغو دانتاس على موقع عالم كرة القدم.نت (الإنجليزية)
- تياغو دانتاس على موقع كووورة
- تياغو دانتاس على موقع AS.com (الإسبانية)